# Петраки, Джанлука
Джанлука Петраки (итал. Gianluca Petrachi; родился 14 января 1969 года, Лечче, Италия) — итальянский футболист, выступавший на позиции полузащитника, тренер, также — спортивный директор.

## Клубная карьера
Джанлука — воспитанник клуба «Лечче», где и начал свою карьеру в одной из низших лиг итальянской серии. Он провёл в первой команде два сезона, но сыграл лишь пять матчей. Он отправился в «Нолу» (29 матчей и один гол за один сезон), «Таранто» (ни одного сыгранного матча за два года), «Ареццо» (19 матчей и один гол в сезоне 1990/91), «Андрия» (два сезона в качестве игрока основного состава (65 матчей и 9 голов)), «Венеция» (в сезоне 1993/1994 — 36 матчей и 6 мячей), «Торино» (один матч в дебютном сезоне клуба в Серии А) и «Палермо» (27 матчей и 2 гола в сезоне 1994/1995).